# I Remember You: Love to Stan and Frank
I Remember You: Love to Stan and Frank — студийный альбом американской певицы и пианистки Дайан Шуур, выпущенный в 2014 году на лейбле Jazzheads. Альбом посвящён двум артистам оказавшим влияние на её музыку: саксофонисту Стэну Гетцу и певцу Фрэнку Синатре.

## Отзывы критиков
| Оценки критиков | Оценки критиков |
| Источник        | Оценка          |
| --------------- | --------------- |
| All About Jazz  | [ 1 ]           |

Виктор Л. Шермер из All About Jazz отметил, что альбом представляет собой богатую выборку того, что Шуур может сделать с джазовым сопровождением небольшой группы в уютной студии, и в нём есть вся жизненная сила и энергия, которые мы ожидаем от Шуур в ее лучшем проявлении.
В рецензии для AllMusic Стив Леггетт написал: «Хотя она подражает великим джазовым певицам 40-50-х годов и напоминает их по стилю, вокалистка и пианистка Дайан Шуур не просто реанимирует классический джазовый сборник песен. Она расширяет его, добавляя в него современные поп-песни, ведь за свою тридцатилетнюю карьеру она использовала песни практически из всех уголков популярной музыки».

## Список композиций
1. «S’ Wonderful» (Джордж Гершвин, Айра Гершвин) — 3:32
2. «Nice n Easy» (Алан Бергман, Мэрилин Бергман, Лью Спенс) — 4:11
3. «Watch What Happens» (Жак Деми, Мишель Легран) — 5:09
4. «I’ve Got You Under My Skin» (Коул Портер) — 5:21
5. «How Insensitive» (Норман Гимбел, Антониу Карлос Жобин, Винисиус ди Морайс) — 5:09
6. «Here’s That Rainy Day» (Джонни Берк, Джимми Ван Хьюзен) — 6:42
7. «Didn’t We» (Джимми Уэбб) — 5:52
8. «I Remember You» (Джонни Мерсер, Виктор Шерзингер) — 3:02
9. «I Get Along Without You / Don’t Worry ’Bout Me» (Руб Блум, Хоги Кармайкл, Тед Колер) — 5:01
10. «The Second Time Around» (Сэмми Кан, Джимми Ван Хьюзен) — 4:58
11. «For Once In My Life» (Рон Миллер, Орландо Мерден) — 2:56

## Участники записи
- Аранжировка, фортепиано — Алан Бродбент
- Бас — Бен Вулф
- Вокал — Дайан Шуур
- Гитара — Ромеро Лубамбо, Рони Бен-Гура
- Саксофон — Джоэл Фрэм
- Ударные — Улисс Оуэнс мл.

## Чарты
| Чарт (2014)                                 | Высшая позиция |
| ------------------------------------------- | -------------- |
| США (Billboard Top Jazz Albums)             | 10             |
| США (Billboard Top Traditional Jazz Albums) | 5              |